# Peridot (Arizona)
Peridot es un lugar designado por el censo ubicado en el condado de Graham en el estado estadounidense de Arizona. En el Censo de 2010 tenía una población de 1.350 habitantes y una densidad poblacional de 101,03 personas por km².

## Geografía
Peridot se encuentra ubicado en las coordenadas 33°18′4″N 110°27′7″O / 33.30111, -110.45194. Según la Oficina del Censo de los Estados Unidos, Peridot tiene una superficie total de 13.36 km², de la cual 13.36 km² corresponden a tierra firme y (0.02%) 0 km² es agua.

## Demografía
Según el censo de 2010, había 1.350 personas residiendo en Peridot. La densidad de población era de 101,03 hab./km². De los 1.350 habitantes, Peridot estaba compuesto por el 0.59% blancos, el 0.07% eran afroamericanos, el 98.74% eran amerindios, el 0% eran asiáticos, el 0% eran isleños del Pacífico, el 0.22% eran de otras razas y el 0.37% pertenecían a dos o más razas. Del total de la población el 1.11% eran hispanos o latinos de cualquier raza.